# Schoenoxiphium molle
Schoenoxiphium molle är en halvgräsart som beskrevs av Ilkka Toivo Kalervo Kukkonen. Schoenoxiphium molle ingår i släktet Schoenoxiphium och familjen halvgräs.
Artens utbredningsområde är KwaZulu-Natal. Inga underarter finns listade i Catalogue of Life.